# Manuel Quintana
Manuel Pedro Quintana y Sáenz de Gaona (ur. 19 października 1835, zm. 12 marca 1906) – argentyński polityk, absolwent (1855), a następnie profesor prawa na Uniwersytecie w Buenos Aires, od 1864 w Izbie Deputowanych, od 1870 senator, od 1873 w masonerii, kandydat na prezydenta w wyborach 1873, członek rządu od 1892 do 1894, prezydent Argentyny od 12 października 1904 do swej śmierci w 1906 (zmarł po ciężkiej chorobie w swojej prywatnej rezydencji).
Jego żoną była Susana Rodríguez Viana de Quintana, wraz z którą przeżył zamach na swoje życie w 1905. Sprawcą okazał się kataloński anarchista.